# Rozogi (powiat szczycieński)

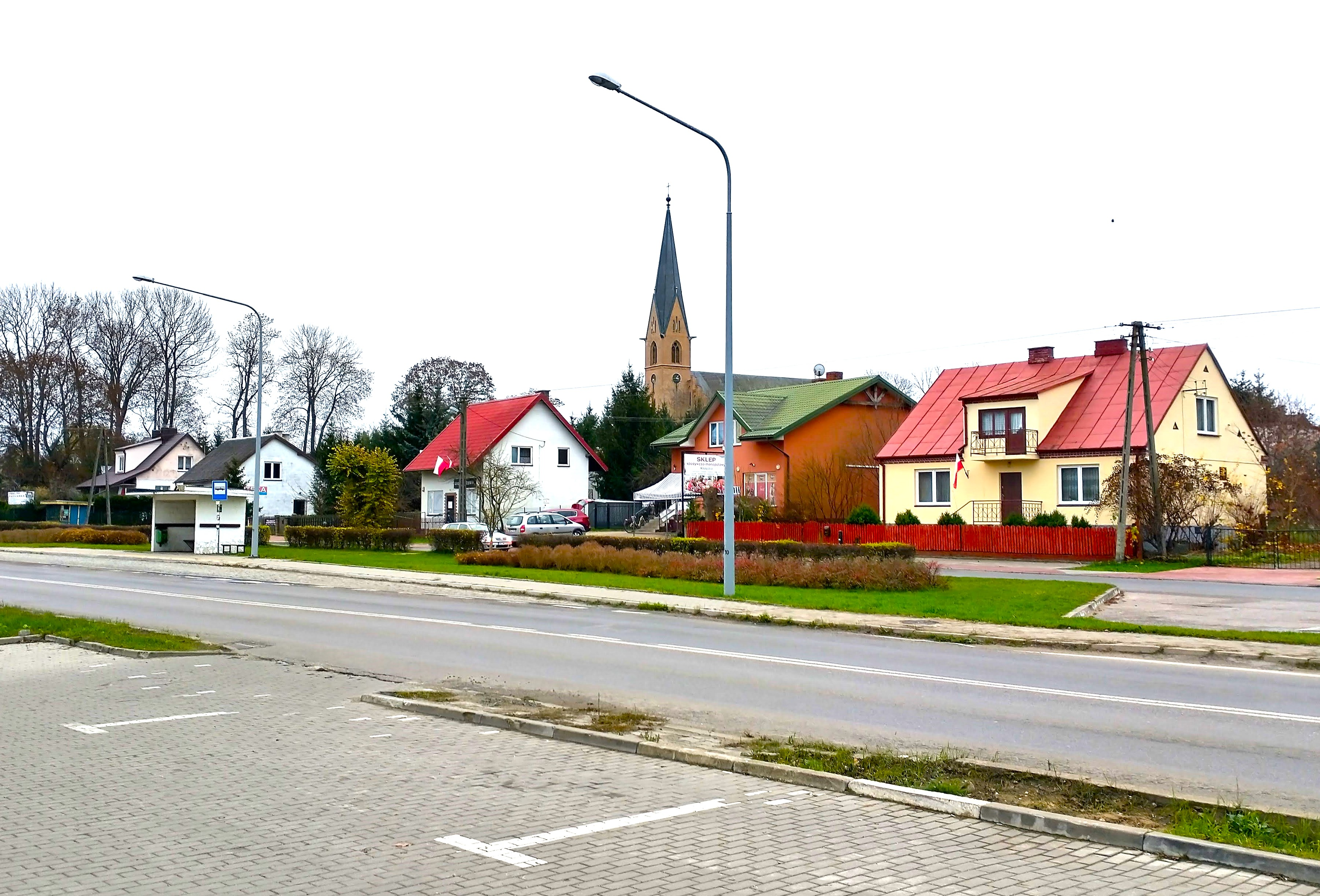
Rynek

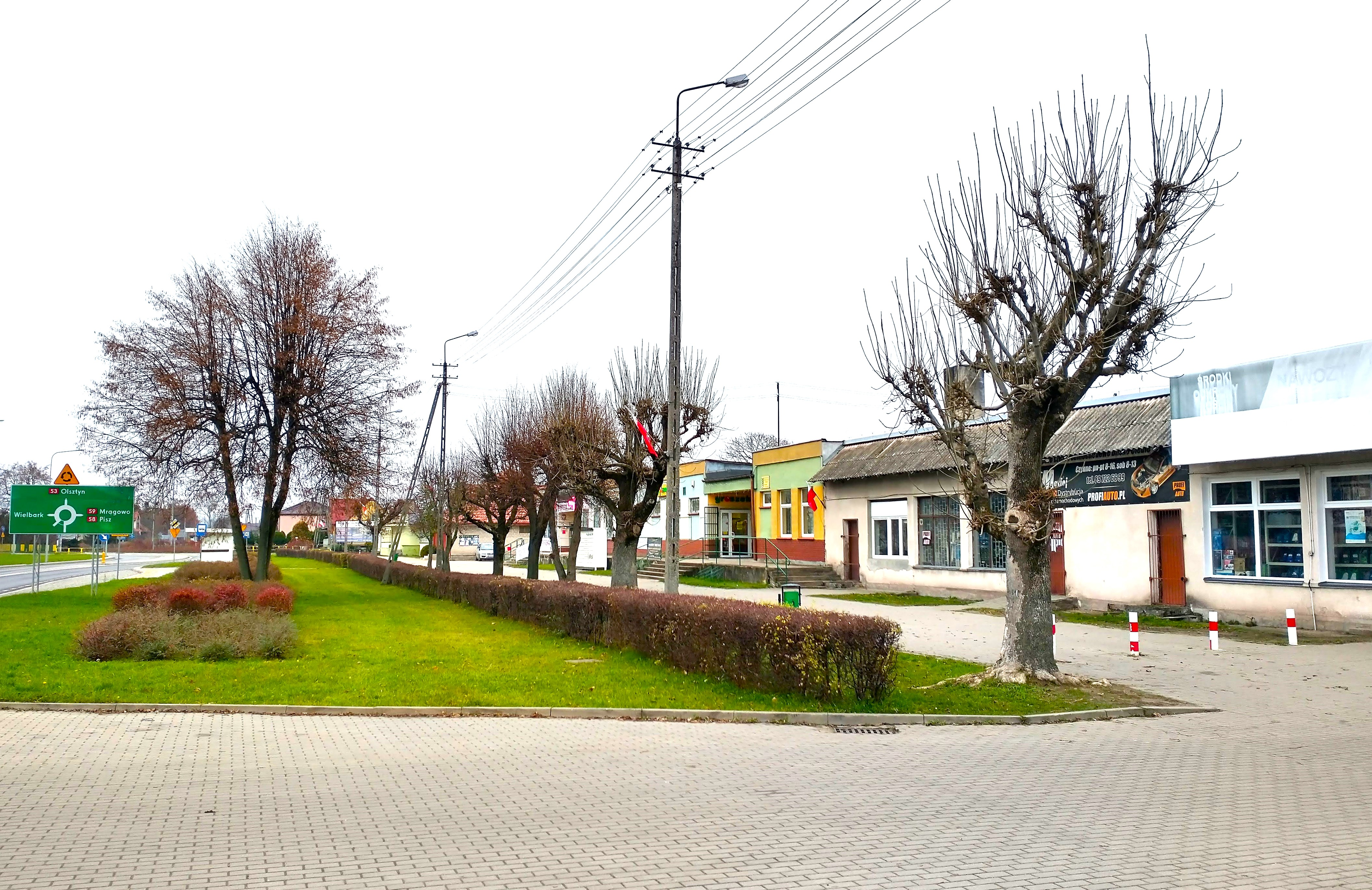
Zabudowa handlowa w Rynku

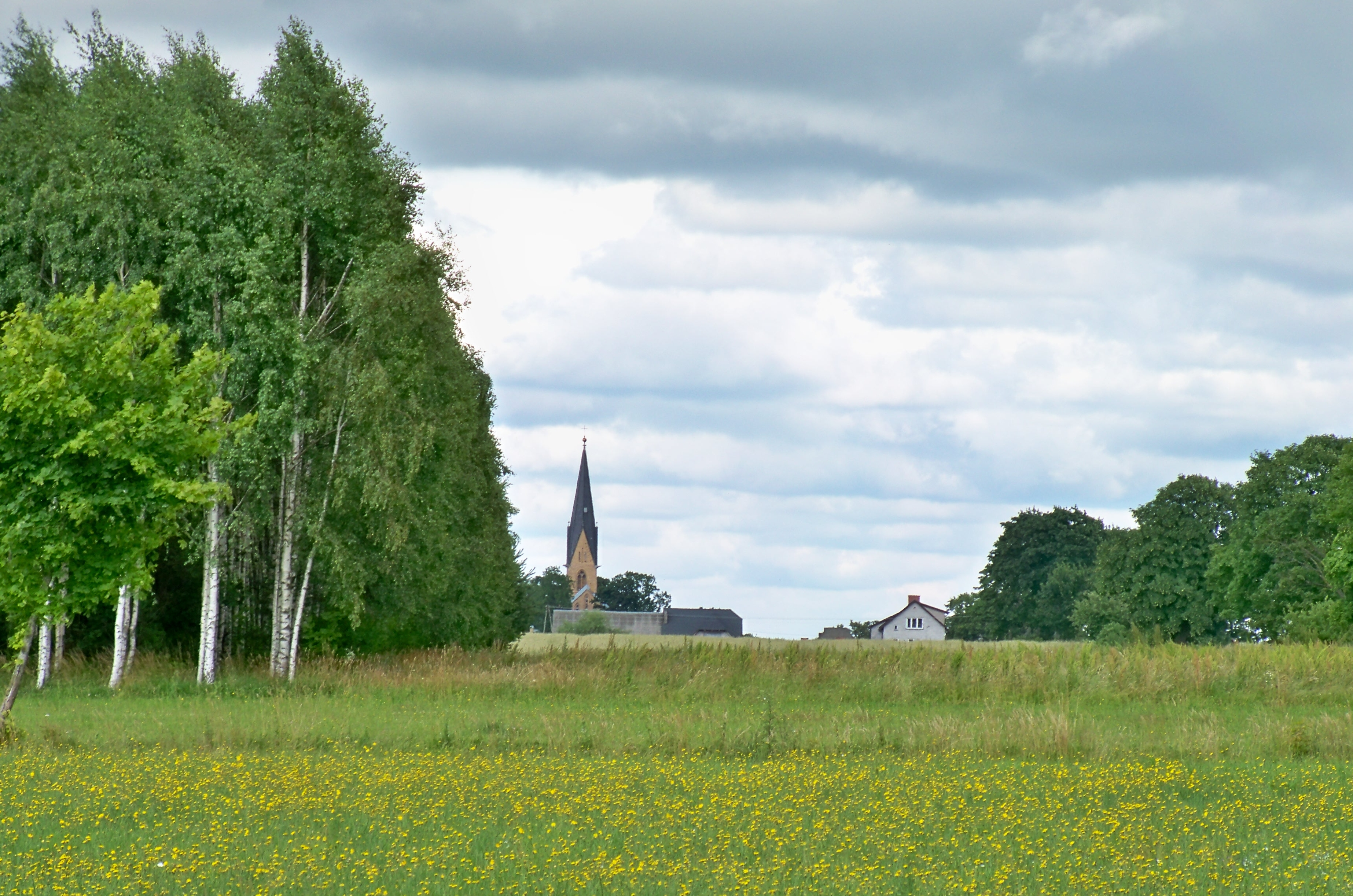
Pola pod Rozogami

Rozogi (dawnej Friedrichowen, Friedrichshof) – wieś w Polsce położona w województwie warmińsko-mazurskim, w powiecie szczycieńskim, w gminie Rozogi. W latach 1975–1998 miejscowość należała administracyjnie do województwa ostrołęckiego.
Dawniej wieś nazywano Rozogami Polskimi, dla odróżnienia od Rozóg w powiecie mrągowskim.

## Historia
Pierwsza wzmianka o osadzie pochodzi z połowy XVI wieku. W opisie granicy Prus Książęcych z 23 lutego 1553 roku Lucas Davidt umiejscowił strażnicę myśliwską Rossocken na niewielkim wzniesieniu, na prawym brzegu rzeki Rozogi. Powstanie wsi Rozogi związane było z intensywną kolonizacją południowo-wschodniej części starostwa szczycieńskiego, nazwaną szkatułową. Jacob Bieber otrzymał 23 lutego 1645 r., od elektora Fryderyka Wilhelma przywilej na 60 włók chełmińskich dąbrowy (1 włóka = 16,8 ha) i innych lasów przy strażnicy myśliwskiej Rossocken, w tym 6 włók sołeckich dziedzicznych dla siebie wraz z niższym sądownictwem dla założenia wsi Friedrichowen (Rozóg). Pierwszych osadników wraz z sołtysem J.Bieberem było 38.
Przywilej na prowadzenie karczmy w Rozogach 16 marca 1679 r. otrzymał pisarz leśny Georg Helwing, posiadał on prawo warzenia, pędzenia i sprzedaży piwa i gorzałki. Rozogi 22 maja 1685 r. otrzymały prawo organizacji czterech jarmarków w roku i jednego tygodniowego targu zwykłego w czwartek.
Drewniany kościół zbudowano w 1665 r., pierwszym pastorem został Martin Grabowius wprowadzony na posadę dopiero w 1670 r. Po pożarze w 1700 r., w którym kościół doszczętnie spłonął wraz z chatą pastora, księgami kościelnymi, nowy już z pruskiego muru i z wieżą, wraz z plebanią pastora zaczęto odbudowywać jeszcze w tym samym 1700 r. Prace budowlane zakończono w 1705 r., lecz ozdabianie i wyposażanie wnętrza kościoła trwało do końca XVIII wieku. Na wieży kościelnej w 1719 r. zamontowano zegar słoneczny. Pastor Andreas Fischer wybudował w 1734 r. drewniany szpital z budulca otrzymanego nieodpłatnie od rządu pruskiego.
Pożar kościoła w Rozogach 25 czerwca 1867 r. udało się ugasić, jednak zniszczeniu uległa wieża i konstrukcja ścian obiektu. W następstwie postanowiono wybudować nowy kościół, 12 września 1882 r. położono kamień węgielny pod nowy kościół, po 3 latach zakończono jego budowę, poświęcenia 15 grudnia 1885 r. dokonał generalny superintendent D.Carus i superintendent dr Bercio.
W 1786 r. utworzono w Rozogach filię urzędu celnego w Jańsborku (Piszu). Reskrypt Fryderyka Wilhelma II króla pruskiego z 22 października 1789 roku podniósł Rozogi (Friedrichowen) do rangi miasteczka (Marktflecken) i jednocześnie zmienił nazwę na Friedrichshof. Odtąd Rozogi posiadały prawo do organizacji 6 jarmarków rocznie i jednego tygodniowego targu zwykłego w poniedziałek. Nadanie praw miasteczka spowodowało samorodne przekształcanie się Rozóg z osady wiejskiej o jednej ulicy w osiedle typu miejskiego z jedną główną ulicą rozszerzającą w centrum miejscowości w plac targowy. Od połowy XVIII wieku Rozogi należały do Urzędu Domenalnego w Chochole, siedzibę urzędu domenalnego do Rozóg w 1853 roku przeniósł Friedrich Adam Heinrich Wischhusen. Rozogi liczyły wówczas 1588 mieszkańców.
Szkoła powstała wraz z obsadą posady pastora, pierwszym znanym rektorem był Knobbe wymieniony w 1720 r. w kronice parafialnej. W 1834 r. utworzono w Rozogach preparandę nauczycielską. Później Królewskie Prowincjonalne Kolegium Szkolne 16 października 1866 r. utworzyło w Rozogach pomocnicze seminarium nauczycielskie. Seminarium do Szczytna zostało przeniesione 1 października 1884 r., a preparanda do Morąga.
Aptekę w Rozogach założono w 1838 r., pierwszym znanym lekarzem był dr Glaser, rozpoczął swoją praktykę 3 września 1857 r. Placówka pocztowa powstała w styczniu 1849 r. w budynku Pilskiego przy kościele. Rozogi w 1887 r. liczyły 2171 mieszkańców, w tym czasie mogli już korzystać z telegrafu.
W latach 20. XX wieku wybudowano przy rynku urząd gminy, zaś sam rynek odwodniono (skanalizowano) i wybrukowano, wieś została zelektryfikowana. Po I wojnie światowej do 1945 r. następował gospodarczy rozwój wsi. Do zakładów przemysłowych można zaliczyć tartak Ernsta Fechnera produkującego 12000–15000 m drewna, Johanna Krügera (2800 m), cegielnie Josepha Olschinskiego i Otto Konopatzkiego oraz mleczarnie Rudolfa Helmkego. E.Fechner zaczynał w Olsztynie, później przeniósł się do Rozóg i zatrudniał ponad 100 pracowników. Ogółem warsztatów rzemieślniczych było 50, a sklepów 13. Wilhelm Pawelzik w 1910 r. założył wyszynk. W sierpniu 1914 r. budynek ten został spalony, po wojnie odbubowano go i funkcjonował, jako restauracja i hotel do 1945 r. Pierwszą instytucją finansową był założony w 1900 r. Reiffeisenkasse, na początku funkcjonujący, jako bank pożyczkowy dla gospodarstw rolnych, w 1930 r. otwarto Kreissparkasse Ortelsburg, i filię Kreditbank Ortelsburg. Rozogi w 1938 r. liczyły 1802 mieszkańców, z tego 649 zajmowało się rolnictwem, 437 rzemiosłem, a 192 handlem i usługami.

### Po 1945
Armia Czerwona wkroczyła do Rozóg 24 stycznia 1945 r. Rozogi ulegly częściowemu zniszczeniu (spaleniu) po wkroczeniu Rosjan. Pierwsi osadnicy przybyli już w kwietniu i maju 1945 roku, byli mieszkańcami Puszczy Zielonej – Kurpiami. Planowe osiedlanie rozpoczęło się 30 kwietnia 1945 r. W latach 1945–1949 w gminie Rozogi z czterech powiatów osiedliło się: z ostrołęckiego 156 rodzin, makowskiego 24 rodziny, kolneńskiego 22 rodziny i przasnyskiego 14 rodzin. Stanowiło to 92,7% wszystkich przybyłych do gminy rodzin. W latach 1945 – 1949 przybyło łącznie 221 rodzin. Polski komisariat milicji w Rozogach został utworzony w połowie maja 1945 r. w domu Breyera. Dwaj milicjanci rejestrowali nazwiska Niemców i ich wyznanie. Polski Zarząd Gminy został zorganizowany 19 czerwca 1945 r., wójtem został Piotr Szydłowski. Szkołę zorganizowano i oddano do użytku 1 września 1945 r., pierwszą nauczycielką została p. Rajewska. Budynek przedwojennej szkoły wyremontowano w 1952 r. Posterunek Milicji Obywatelskiej w nowym budynku zorganizowano 20 września 1945 r. We wrześniu 1947 r. powstały: Gminna Spółdzielnia „Samopomoc Chłopska” i Ochotnicza Straż Pożarna. W 1946 r. ludność mazurska liczyła w gminie Rozogi 1430 osób, a wszystkich mieszkańców było wówczas 3230.
W wyniku zmiany struktury organizacji administracji państwa w dniu 15 września 1954 r. powołano Gromadzkie Rady Narodowe, funkcjonujące do 31 grudnia 1972 r. Pierwszym przewodniczącym Prezydium GRN został 21 grudnia 1954 r. Stanisław Pszczółkowski, pełniący tę funkcję do 27 lutego 1957 r., wówczas został wybrany Jan Śliwiński, który pełnił ją do 31 grudnia 1972 r. Gmina Rozogi została zelektryfikowana w 1960 r., w 1962 r. zlikwidowano kolej wąskotorową Pupy – Rozogi – Myszyniec. W grudniu 1968 r. zgłoszono gromadę Rozogi do konkursu 6 gromad i powołano Gromadzki Komitet Konkursowy z przewodniczącym J.Śliwińskim. Wyniki konkursu podsumowano 15 lipca 1969 r. i gromada Rozogi zajęła I miejsce, otrzymała nagrodę 400000 zł, które zostały przeznaczone na budowę Wiejskiego Domu Kultury w Rozogach.
W wyniku kolejnych zmian administracyjnych z dniem 31 grudnia 1972 r. zlikwidowano gromady, a w ich miejsce powołano z dniem 1 stycznia 1973 r. gminy. Naczelnikiem Gminy w Rozogach został Marian Bączek, który kazał podać rozbiórce wiele gospodarstw pozostawionych przez Mazurów. Następna reforma administracyjna z dniem 1 czerwca 1975 r. zlikwidowała powiaty i wprowadziła dwustopniowy podział administracyjny państwa, w jej wyniku gmina Rozogi weszła w skład nowo utworzonego województwa ostrołęckiego. W Rozogach w 1977 r. utworzono Zasadniczą Szkołę Rolniczą i Średnie Studium Zawodowe. Naczelnik Gminy M. Bączek został po wprowadzeniu stanu wojennego 13 grudnia 1981 r. zawieszony, następcą jego został Henryk Samborski. Od 11 kwietnia 1982 r. do marca 1983 r. naczelnikiem Gminy był pochodzący ze Szczytna Jerzy Banat. Lucja Litwińczyk dwukrotnie pełniła obowiązki Naczelnika Gminy, pierwszy raz od 29 marca 1983 r. do 14 września 1983 r. oraz od 9 listopada 1989 r. do 20 czerwca 1990 r. Stefan Piskorski funkcję naczelnika pełnił od 15 września 1983 r. do 15 kwietnia 1985 r., następnie stanowisko to, od 23 kwietnia 1985 r. do 8 listopada 1989 r. zajmował Stanisław Drężek.
Przewodniczącymi Rady Gminy w Rozogach byli: Tadeusz Dąbrowski (19.12.1973 – 30.12.1974), Ryszard Kozon (31.12.1974 – 8.3.1977); Sławomir Gos (9.3.1977 – 24.9.1978); Jerzy Marcinkowski (25.9.1978 – 1980); Tadeusz Dąbrowski (1980 – 1984); Jan Gontarz (28.6.1984 – 1988); Antoni Kaczmarczyk (30.6.1988 – 1990).
Po pierwszych wolnych wyborach samorządowych 6 czerwca 1990 r. przewodniczącym Rady Gminy w Rozogach został wybrany Zbigniew Popławski, a 21 czerwca 1990 r. wójtem Józef Zapert.
W latach 80. XX wieku rozpoczęto budowę wodociągów, w latach 90. kontynuowano budowę wodociągów w poszczególnych wioskach gminy oraz wybudowano oczyszczalnię ścieków i kanalizację w Rozogach i Wilamowie. Uroczyście obchodzono 350 lecie lokacji Rozóg, organizując w dniach 5-6 maja 1995 r. festyn i konferencję naukową poświęconą dziejom Rozóg i pogranicza mazursko–kurpiowskiego.
Liceum Ogólnokształcące w Rozogach utworzono 15 sierpnia 1996 r., Zasadniczą Szkołę Zawodową w Rozogach 1 września 1997 r. Ostatnia reforma administracyjna państwa w 1998 r. wprowadziła trójstopniowy podział administracyjny państwa i gmina Rozogi wróciła do powiatu szczycieńskiego i województwa warmińsko-mazurskiego. Przy Szkole Podstawowej w Rozogach w 2000 r. oddano do użytku największą w powiecie szczycieńskim pełnowymiarową salę sportową, z tej okazji 1 września odbyła się Wojewódzka Inauguracja Roku Szkolnego 2000/2001. W 2002 r. przeprowadzono wybory bezpośrednie wójtów, które w gminie Rozogi wygrał Józef Zapert, przewodniczącym Rady Gminy została Teresa Samsel. W 2006 r. przy rzece Rozodze otwarto park z amfiteatrem. Miejscowość 31.12.2007 r. liczyła 1468 mieszkańców.
W wyborach samorządowych 16 listopada 2014 r., wójtem gminy został wybrany Zbigniew Kudrzycki otrzymując 1559 głosów (60,66%), a dotychczasowy włodarz Józef Zapert 634 gł. (24.67%). Pozostali kandydaci: Mieczysław Dzierlatka 197 gł. (7.67%) i Helena Dąbkowska 180 gł. (7,00%).
Konsystorz zlikwidował ewangelicką parafię w Rozogach z dniem 1 stycznia 1976 r. i następnie po negocjacjach kościół w Rozogach został 28 maja 1977 r. sprzedany za kwotę 2 mln złotych parafii katolickiej w Klonie. Biskup warmiński J.Drzazga 22 lipca 1978 r. uroczyście poświęcił kościół pod wezwaniem św. Marii Magdaleny. Parafię katolicką w Rozogach erygował biskup warmiński Józef Glemp 29 czerwca 1982 r.

## Linia kolejowa
Przed I wojną światową wybudowano kolej wąskotorową z Pup do Rozóg, a później w czasie wojny przedłużono ją do Myszyńca i dalej do Ostrołęki. Wykorzystywana była ona na początku do przewozu materiałów wojennych, ale w lipcu 1920 r. Niemiecko-Wschodnia Kolej Wąskotorowa AG w Królewcu wprowadziła ruch pasażerski.

## Zabytki
- Dawny kościół ewangelicki, od 1977 r. katolicki pw. św. Marii Magdaleny, zbudowany w 1885 r. w stylu neogotyckim w miejsce dawnego, drewnianego, który spłonął w 1700 r. i zastąpionego barokowym. Jest to budowla z żółtej cegły, z wieżą i z nowym wyposażeniem wnętrza. Dawne, barokowe wyposażenie przeniesiono do kościoła w Księżym Lasku.
- Szkoła zbudowana w 1898 r.
- Pomnik poległych w czasie pierwszej wojny światowej
- Cmentarz z kwatera z okresu pierwszej wojny światowej

## Ludzie związani z miejscowością
- Na cmentarzu w Pieckach pochowany jest Fryderyk Kwiatkowski, działacz mazurski, urodzony w 1875 r. w Rozogach. Był górnikiem, jako inwalida wrócił na Mazury, mieszkał w Jedwabnie, potem w Rozogach. Aktywnie włączył się w działalność na rzecz Polski w okresie plebiscytu w 1920 r. Działał w Zjednoczeniu Mazurskim oraz Związku Polaków w Niemczech. Prześladowany w okresie władzy hitlerowskiej. W 1941 r. zamieszkał w Pieckach. Zmarł w 1954 r.